# استوارت ای. رایس

استوارت ای.رایس ، فرد سوم نشسته از چپ

استوارت ای. رایس (انگلیسی: Stuart A. Rice؛ زاده ۶ ژانویهٔ ۱۹۳۲) یک دانشمند اهل ایالات متحده آمریکا است.